# Пробудження мого демонічного брата
«Пробудження мого демонічного брата» (англ. Invocation of My Demon Brother) — американський експериментальний фільм Кеннета Енґера, фільм-посвята Алістерові Кроулі.

## Сюжет
Сили Темряви збираються на північну месу з нагоди свята осіннього рівнодення.

## В ролях
- Кеннет Енґер — Маг
- Антон Шандор ЛаВей — Сатана
- Боббі Б'юсолейл — Люцифер

## Визнання
Премія журналу Film Culture (1969).

## Цікаві факти
- Фільм було створено на основі матеріалів, першопочатково відзнятих до іншого проекту Кеннета Енґера — картини «Сходження Люцифера» (Lucifer Rising, 1980), над якою він почав працювати 1966 року в Сан-Франциско.
- Інтелектуальний монтаж фільму «Пробудження мого демонічного брата» здійснено за прикладом робіт класика світового кіно Сєрґєя Ейзенштейна.